# Фергюсон, Адам
Адам Фергюсон (англ. Adam Ferguson; 20 июня 1723 — 22 февраля 1816) — философ и историк, профессор моральной философии в Эдинбургском университете. Друг Адама Смита.

## Биография
В 1745—54 годах занимал должность проповедника при шотландских войсках, причем в одной опасной стычке выказал большое личное мужество; в 1759 году занял кафедру физики, а с 1764 по 1785 году был профессором нравственной философии в Эдинбургском университете; позже путешествовал по Италии для окончания своего труда о Римской республике.

## Опыты по истории гражданского общества
Свой главный труд «Essay on the history of the civil society» Фергюсон опубликовал в 1766 году. С точки зрения литературной формы он страдал многословием, некоторыми тривиальными длиннотами и большой тяжеловесностью. Но на фоне тяжелого изложения выделялись некоторые сильные и плодотворные идеи. Фергюсон — один из родоначальников позитивистских и социологических попыток эмпирического и в то же время конструктивного понимания того развития, которое проходят формы человеческого общества от примитивной ступени к более высокой культуре под действием общих законов. Он пытался поступить таким образом, следуя при этом не только побуждениям, исходившим от Монтескьё, но и двигаясь по следам Юма, ибо Фергюсон подчеркивал значение инстинкта в возникновении общества. Затем он, под сильным влиянием метода Лафито, сопоставил этот материал с сообщениями Тацита о древних германцах и с античными рассказами о раннем Риме и Спарте. Он продемонстрировал особое понимание изменения форм общества в результате растущей социальной дифференциации.
Наряду с позитивистскими тенденциями Фергюсон высказывал значимые идеи, которые вели к историзму. Испытав благотворное воздействие учения Юма об инстинктах, он энергично выступил против обычного прагматизма, склонного объяснять возникновение и изменение государственных образований осознанными мотивами людей. Происхождение общественных институтов, говорил он, лежит в темном и далеком прошлом. Они возникают из естественных влечений, а не из умозрительных построений людей. Как во тьме, люди нащупывали институты, которые были не предусмотрены, а возникали как последствия их деятельности. При этом Фергюсон напоминал слова Кромвеля, что человек никогда не поднимается выше, чем тогда, когда не знает, куда идёт. Таким образом, учение о возникновении государства в результате заключения договора рухнуло и в глазах Фергюсона. Строй Рима и Спарты, этот излюбленный объект прагматического наблюдения над государством, основывался, с его точки зрения, не на планах отдельных личностей, а на ситуации, в которой находился народ и его гении.

## Основные работы
- An Essay on the History of Civil Society (1767)
- The History of the Progress and Termination of the Roman Republic (1783)
- Principles of Moral and Political Science; being chiefly a retrospect of lectures delivered in the College of Edinburgh (1792)
- Institutes of Moral Philosophy (1769)
- Reflections Previous to the Establishment of a Militia (1756)